# Anaptomecus longiventris
Anaptomecus longiventris là một loài nhện trong họ Sparassidae.
Loài này thuộc chi Anaptomecus. Anaptomecus longiventris được Eugène Simon miêu tả năm 1903.